# Estnische Badmintonmeisterschaft 2003
Die Estnische Badmintonmeisterschaft 2003 fand vom 1. bis zum 2. Februar 2003 in Tartu statt. Es war die 39. Austragung der Titelkämpfe.

## Medaillengewinner
| Disziplin    | Gold                          | Silber                      | Bronze                  |
| ------------ | ----------------------------- | --------------------------- | ----------------------- |
| Herreneinzel | Heiki Sorge                   | Gert Künka                  | Raul Must               |
| Dameneinzel  | Helen Reino                   | Kati Tolmoff                | Kai-Riin Saluste        |
| Herrendoppel | Heiki Sorge Andres Aru        | Gert Künka Karl Kivinurm    | Raul Must Ants Mängel   |
| Damendoppel  | Kai-Riin Saluste Kati Tolmoff | Ulla Helm Eve Jugandi       | Helen Reino Piret Hamer |
| Mixed        | Indrek Küüts Kati Tolmoff     | Gert Künka Kai-Riin Saluste | Heiki Sorge Helen Reino |